# Список совместных выпусков СССР

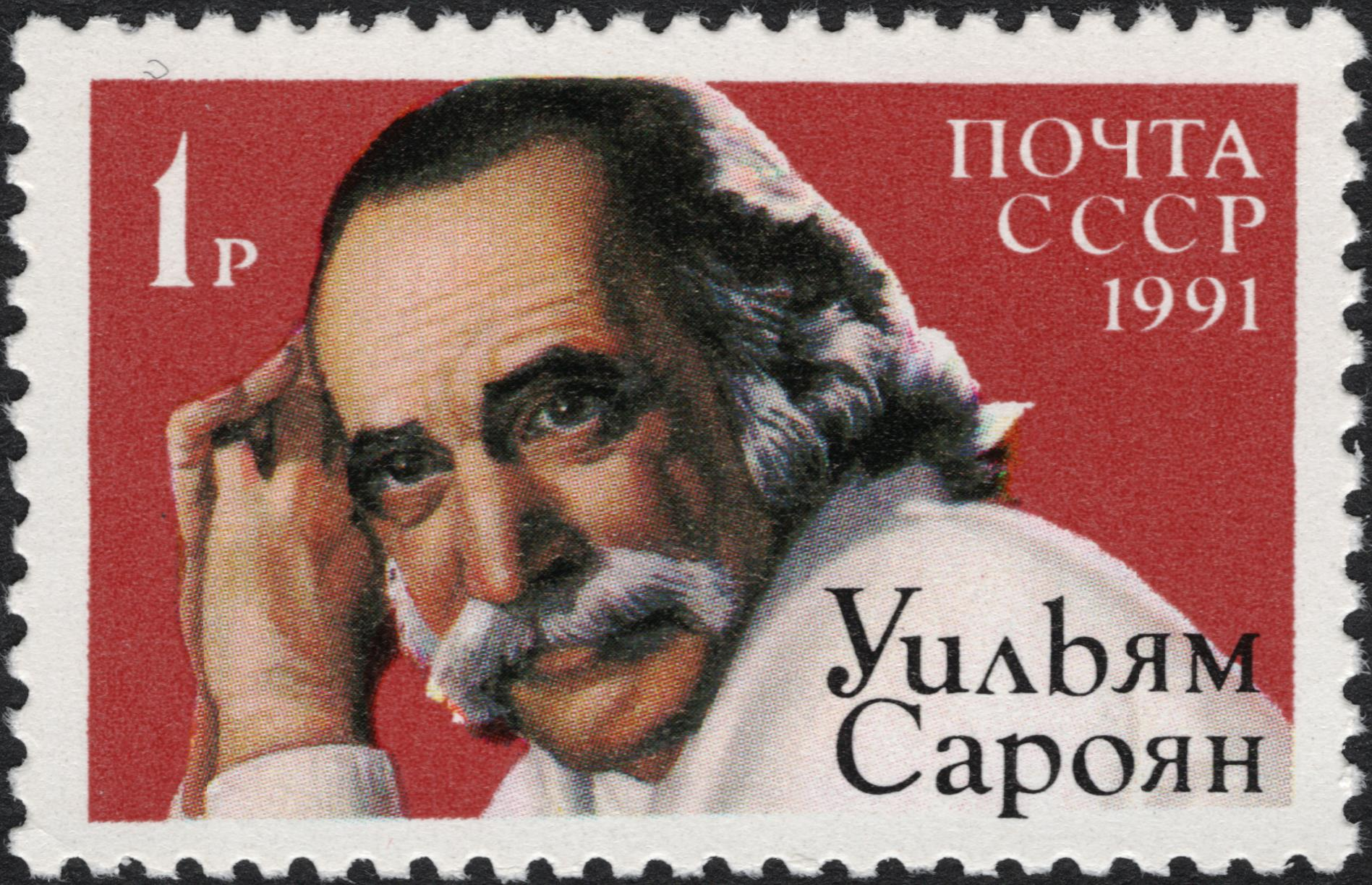
Уильям Сароян. СССР, 1991

Спи́сок совме́стных вы́пусков СССР — список знаков почтовой оплаты, в который вошли совместные выпуски почтовых марок и постовых блоков СССР с другими странами. Всего существует пять совместных выпусков СССР.
В 1975 году вышел один выпуск, в 1990 — три и в 1991 — один. Три выпуска издано совместно с США и по одному совместно с Австралией и Индией.
Первым был совместный выпуск с США «Союз — Аполлон» 1975 года, посвящённый совместному экспериментальному пилотируемому космическому полёту «Союз — Аполлон» («Союз-19» — «Аполлон»), первому совместному космическому проекту СССР и США.
Последним, пятым, был совместный выпуск также с США «Уильям Сароян» 1991 года, посвящённый Уильяму Сарояну, американскому писателю и драматургу армянского происхождения.

Были введены в обращение по годам эмиссии филателистической продукции следующих стран:
1) 1975. США (15 июля);
2) 1990. Австралия (13 июня);
3) 1990. Индия (15 и 16 августа);
4) 1990. США (3 октября);
5) 1991. США (22 мая).

## Австралия
Совместные выпуски по годам

1990.06.13. Научное сотрудничество СССР и Австралии в Антарктике

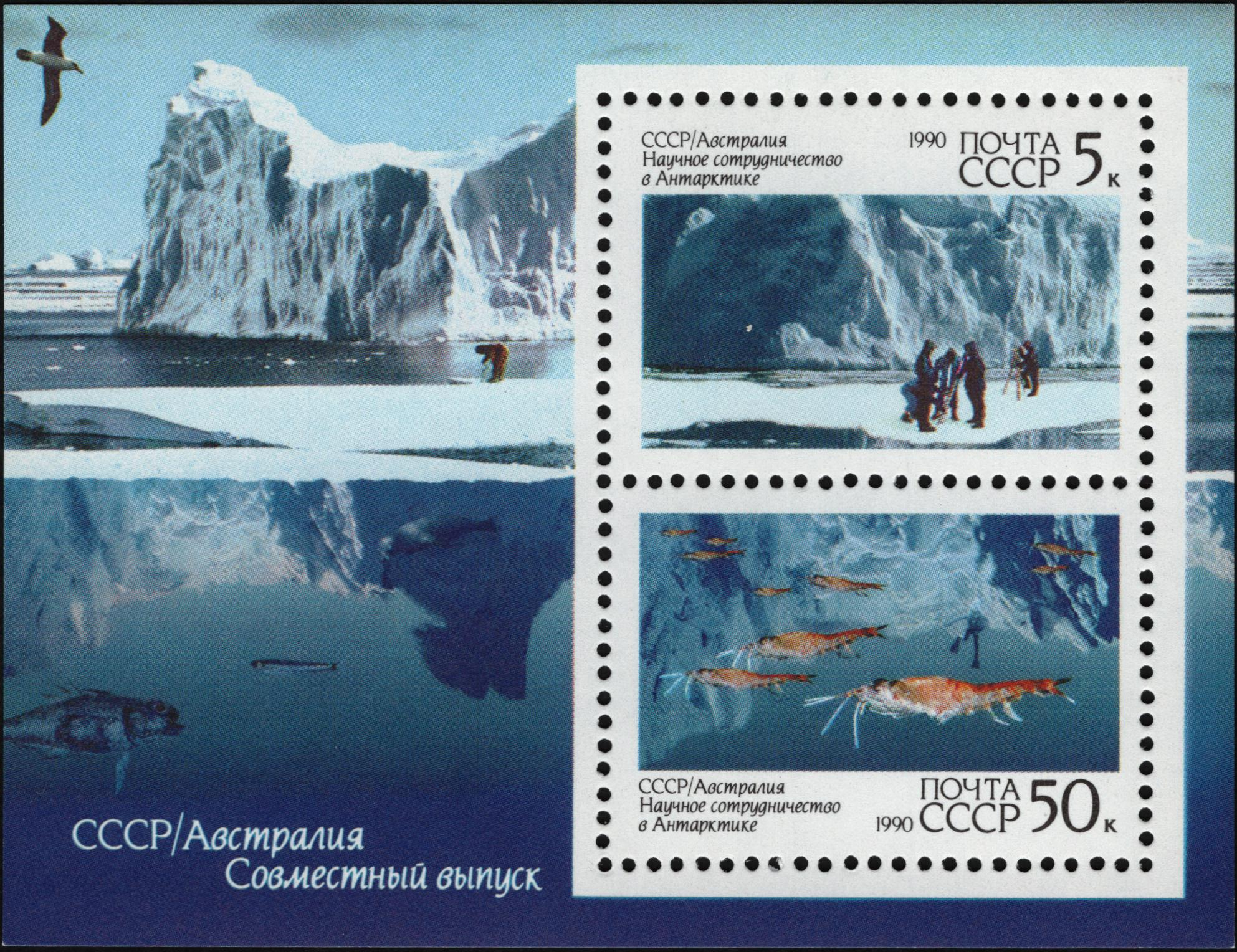
Гляциология. Криль. Антарктика над водой и под водой. СССР, 1990

Тесное научное сотрудничеству советских и австралийских учёных по изучению Антарктики началось с проведения Международного геофизического года (1957—1958) (МГГ). По его программе различные страны в Антарктике построили станции научных наблюдений и исследований.
В этот период в СССР состоялись третья и четвёртая Советские Антарктические экспедиции (САЭ) на судах дизель-электрохода «Обь» и дизель-электрохода «Лена». Были построены:
- обсерватория Мирный;
- третья советская станция «Оазис» (закрыта в 1958 году с окончанием программы МГГ, а в 1959 году передана Академии наук Польской Народной Республики);
- первая внутриконтинентальная станция Пионерская (закрыта в 1958 году с окончанием программы МГГ, в 1999 году находилась в леднике);
- единственная используемая в настоящее время (2023 год) Россией внутриконтинентальная станция Восток (первоначально находилась вблизи от Южного геомагнитного полюса Земли, который затем покинул Антарктиду, двигаясь в сторону Австралии);
- промежуточная внутриконтинентальная станция Комсомольская, где проводились комплексные научные наблюдения и производились внутриконтинентальные походы.

Сведения, собранные во время исследований Антарктики, публиковались в журнале «Информационный бюллетень Советской антарктической экспедиции» с 1 августа 1958 года. Австралийские учёные, работающие на австралийской станции Моусон, также организовывали походы вглубь континента. Программа МГГ не только осуществляла широкий обмен результатами исследований, но и во многом определила содержание Соглашения о сотрудничестве в изучении Антарктики, заключённого между СССР и Австралией в 1959 году.
Совместный выпуск вышел 13 июня 1990 года в составе двух марок и почтового блока в каждой стране, рисунки одинаковые. Рисунок марки с ледником создал советский художник Юрий Арцименев, рисунки марки с крилем и блока — австралийская художница Джанет Босчен (англ. Janet Boschen) из «Дизайн Boschen, Мельбурн» (англ. Boschen Design, Melbourne).

## Индия
Совместные выпуски по годам

1990.08.15, 1990.08.16. СССР и Индия в рисунках детей

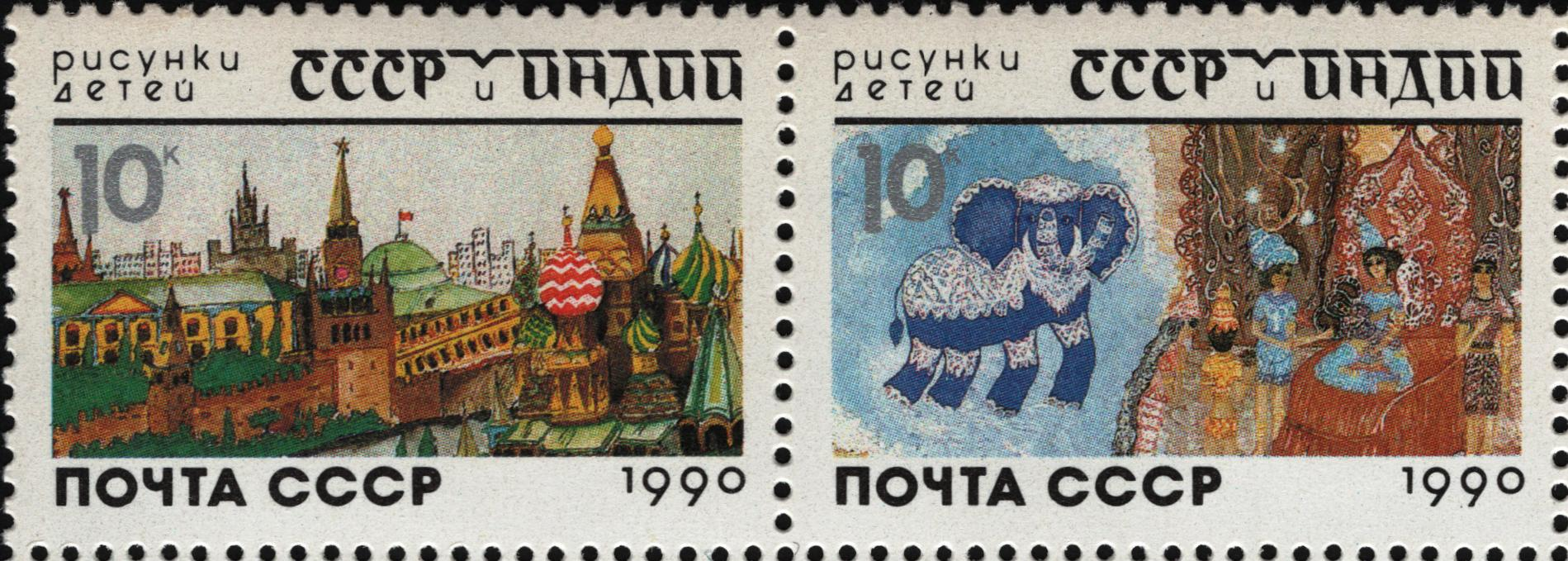
Красная площадь. Сказочный слон и махарани на троне. СССР, 1990

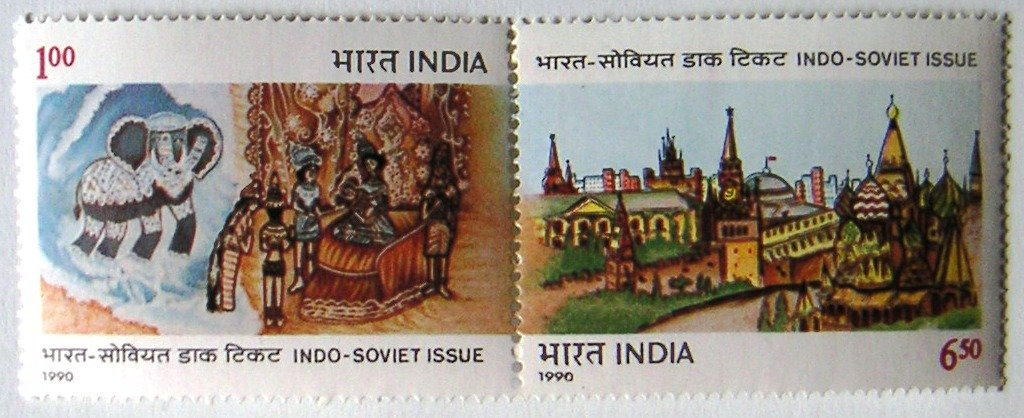
Сказочный слон и махарани на троне. Красная площадь. Индия, 1990

На взаимовыгодной основе взаимопонимания и сотрудничества Советский Союз и Индия осуществили дружеский проект, имеющий целью совместный выпуск почтовых марок. Во второй половине 1989 года обе страны провели конкурс среди детей в возрасте до 17 лет на разработку рисунка для этой цели. Индийские дети должны были нарисовать картинку на русскую тематику, а советские дети, в свою очередь, на индийскую тематику.
Призом за победу в конкурсе стало издание детских рисунков на почтовых марках. Основанием изображения индийской марки на русскую тему послужила миниатюра, которую нарисовал Санджай Адхикари (англ. Sanjay Adhikari), Чандернагор, Западная Бенгалия, в то время как основой изображения советской марки на индийскую тему послужила миниатюра, которую нарисовала Тоня Воронцова (11 лет) из Кишинёва, Молдавия.
Совместный выпуск вышел 15 (СССР) и 16 (Индия) августа 1990 года в составе двух марок в каждой стране, рисунки одинаковые. Рисунки марок СССР оформил советский художник Анатолий Жаров (Анатолий Самуилович Жаров (1935)). Советские и индийские марки выходили горизонтальными парами-сцепками.

## США
Совместные выпуски по годам

1975.07.15. Союз — Аполлон

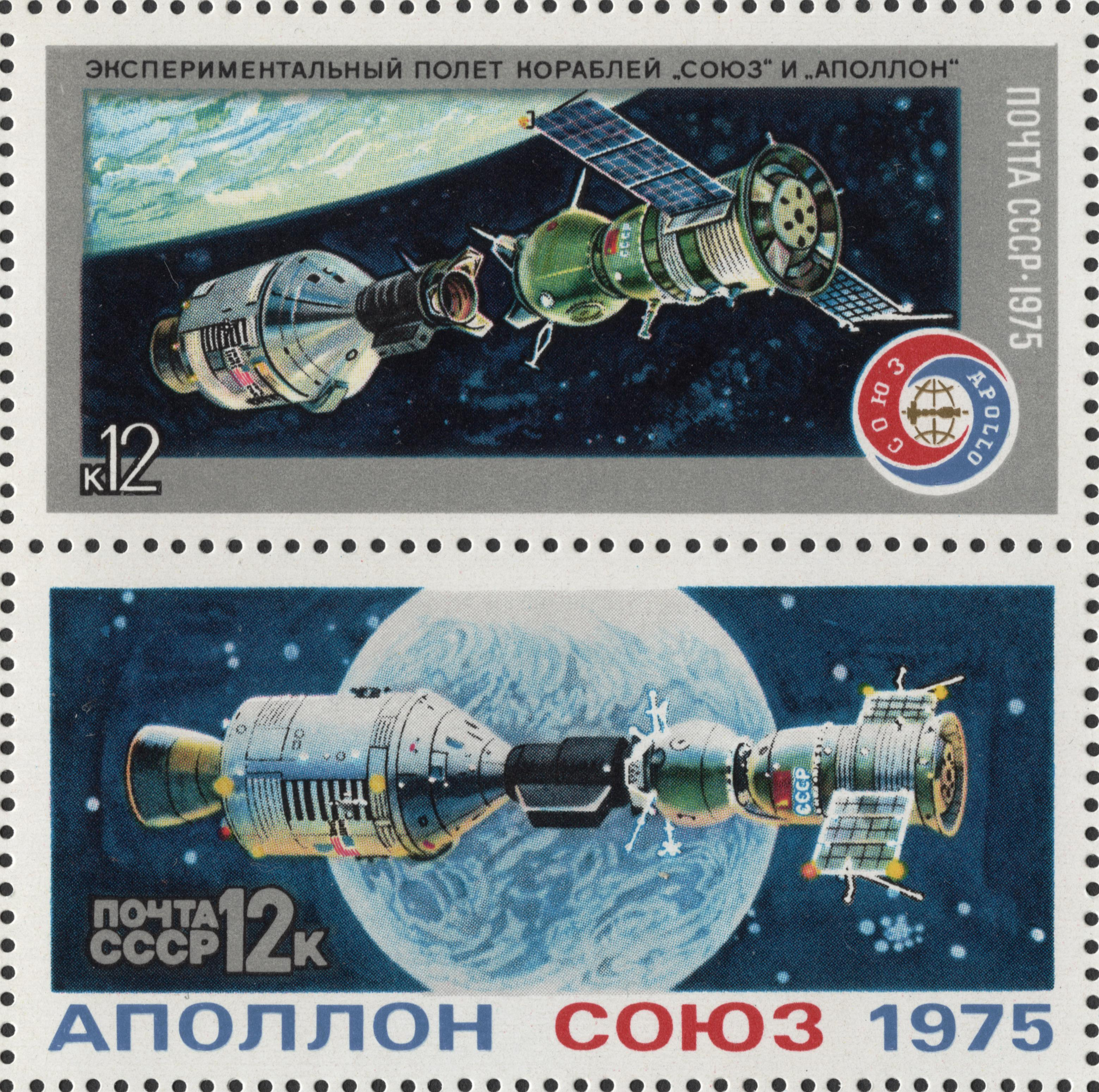
Вертикальная сцепка «Союз — Аполлон». СССР, 1975

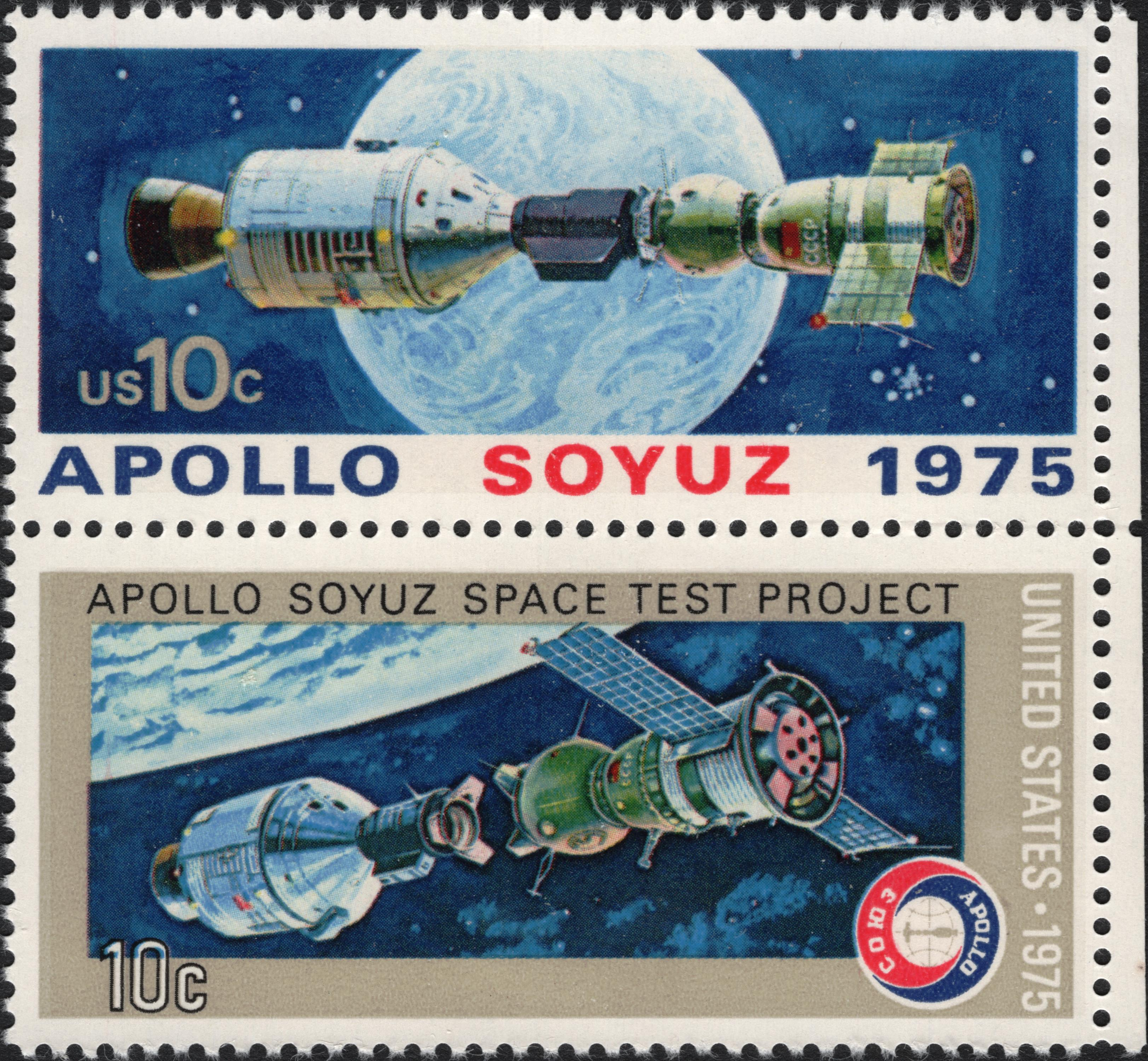
Вертикальная сцепка «Союз — Аполлон». США, 1975

После нескольких лет напряжённости и космической «лунной гонки» Соединённые Штаты и Советский Союз начали проводить политику разрядки — ослабления международной напряжённости. Одним из результатов такой политики стал экспериментальный полёт «Союз» — «Аполлон» («рукопожатие в космосе»).
Советское и американское космические агентства работали вместе, то же самое делали и почтовые администрации СССР и США. Планы по совместному выпуску между нациями начались в июле 1973 года. В то время Гордон Моррисон (англ. Gordon Morrison), менеджер отдела филателии почтовых служб, представил предложение старшему помощнику генерального почтмейстера США Бенджамину Бейлару. Предложение Морисона состояло в том, чтобы создать для обеих стран почтовые марки, посвящённые стыковке космических кораблей.
Одно из предложений Моррисона состояло в том, чтобы каждая страна разработала по две марки, а затем обе страны выпустили бы как свои марки, так и марки другой страны, в общей сложности восемь марок. Тем временем в октябре того же года Консультативный комитет по гражданским маркам США (CSAC), не зная о предложении Моррисона, начал обсуждать экспериментальный полёт и возможность изготовления почтовых марок.
В итоге было выпущено четыре марки, поскольку каждая страна разработала по одной марке. Марка «до стыковки» (на которой изображена также эмблема совместного полёта) бала нарисована советским художником А. Аксамитом, марка «после стыковки» (без изображения эмблемы) — американским художником Р. Макколлом. Советские марки вышли в рамках серии почтовых марок: помимо указанной сцепки, в неё вошли ещё две марки и почтовый блок. Весь совместный выпуск вышел 15 июля 1975 года.
Совместные выпуски по годам

1990.10.03. Морские млекопитающие

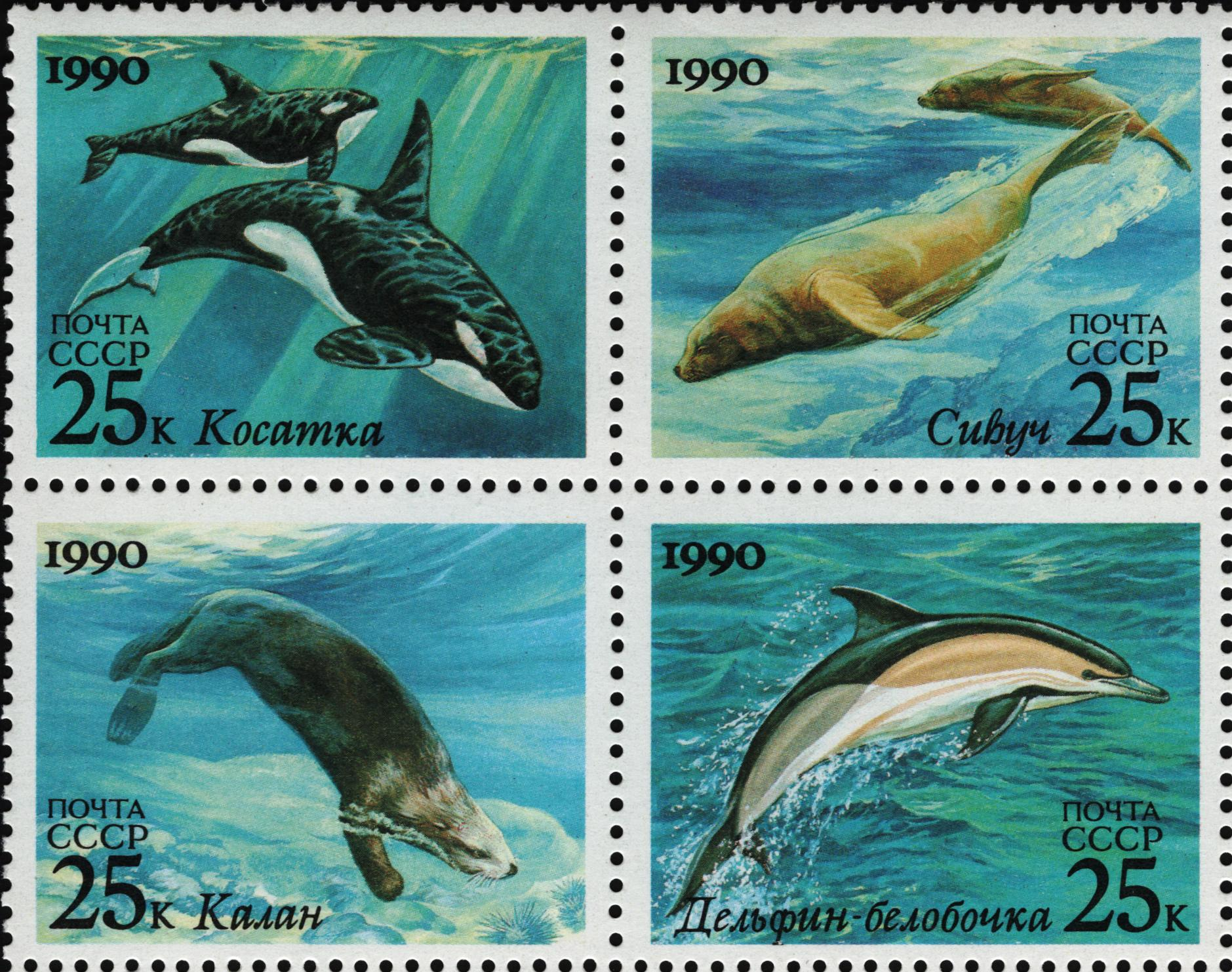
Сцепка-квартблок «Морские млекопитающие». СССР, 1990

СССР и США проводили совместные исследования биосферы. В частности, в 1978—1987 годах осуществлялись советско-американских исследования морских млекопитающих в северной части Тихого океана в рамках проекта 02.05.61 «Морские млекопитающие», Соглашения между СССР и США о сотрудничестве в области охраны окружающей среды (заключено в Москве 23.05.1972), а также работ по национальным программам. Исследования проводились на территории от Восточно-Сибирского моря и моря Бофорта на севере до берегов Калифорнии на юге.
В результате исследований получены следующие основные материалы, описанные в 1990 году в статье Л. А. Попова «Советско-американские исследования морских млекопитающих в северной части Тихого океана»:
- данные распределению и численности китообразных, ластоногих и калана;
- данные по экологии, этологии, морфометрии и другим научным характеристикам этих морских млекопитающих.

Филателистическим итогом этой международной деятельности стал совместный советско-американский выпуск постовых марок «Морские млекопитающие», который привлёк внимание всего мира к морским млекопитающим, обитающим в океанах Земли. Этот исторический эпизод — яркий пример совместной работы США и СССР на благо всего мира.
Дата выпуска марок — 3 октября 1990 года. Автор советских и американских марок с дельфинами (с косатками и обыкновенным дельфином) — американский художник Питер Коччи (англ. Peter Cocci), автор остальных советских и американских марок (с сивучами и каланом) — советский художник Владимир Бейлин (англ. Vladimir Beilin).
Совместные выпуски по годам

1991.05.22. Уильям Сароян

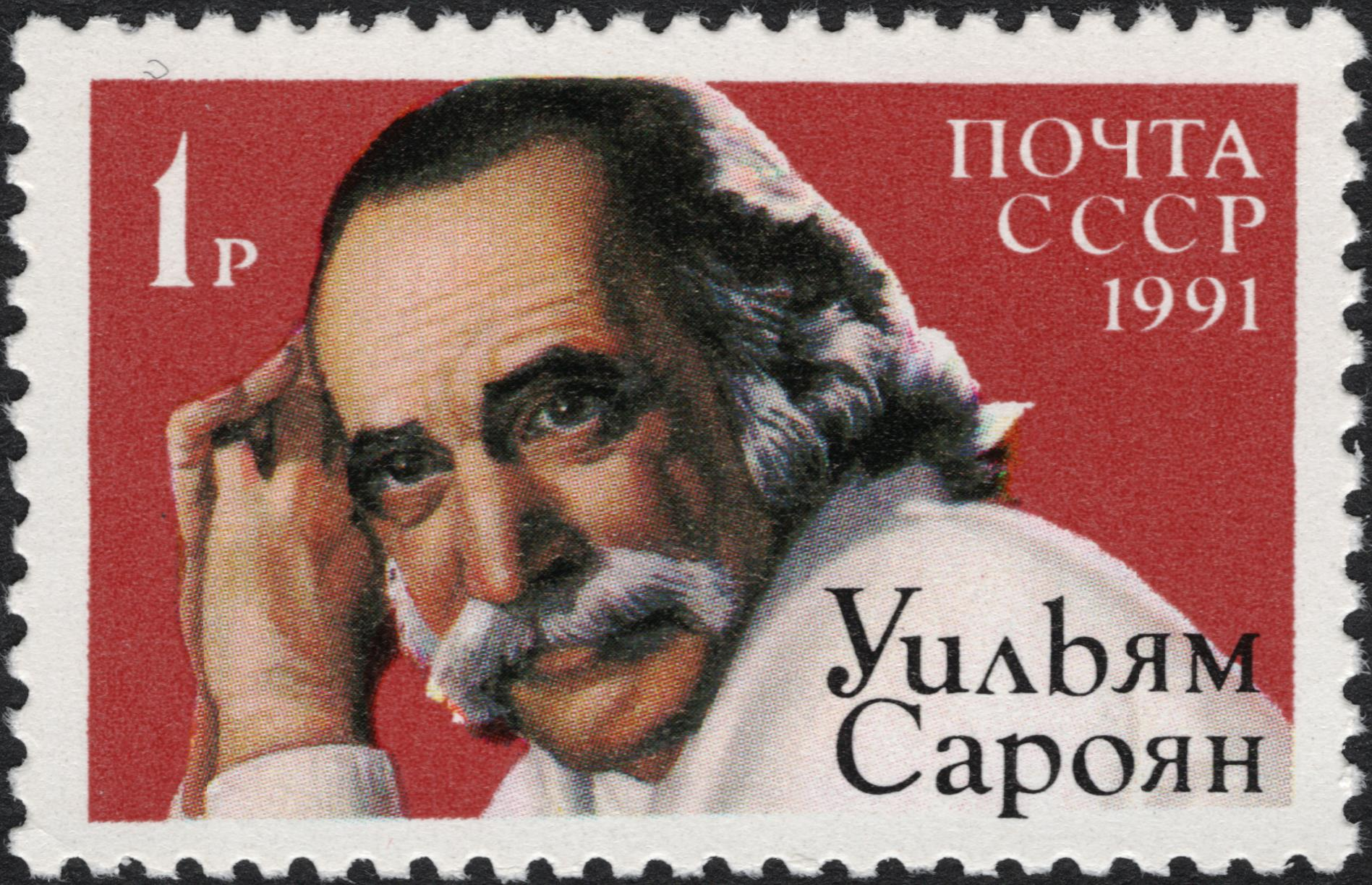
Уильям Сароян. СССР, 1991

Уильям Сароян (1908—1981) хорошо известен как выдающийся мастер рассказа, который в своём творчестве сумел объединить традиции русского новеллиста Антона Чехова и американского Шервуда Андерсона. Уильям Сароян любит людей, и его герои видят за разнообразными человеческими недостатками светлое и доброе начало.
Писатель Уильям Сароян родился 31 августа 1908 года во Фресно, штат Калифорния, США в семье армянских иммигрантов. Он провёл несколько лет в Европе, прежде чем окончательно поселиться во Фресно. В 1939 году он ставит пьесу «Время твоей жизни», которая получила Пулитцеровскую премию. Однако Сароян отказался от премии, поскольку считал, что она была «не более великой или хорошей», чем всё остальное, что он написал. В 1948 году по этой пьесе был снят фильм Время твоей жизни с Джеймсом Кэгни в главной роли.
В 1979 году он был введён в Зал славы американского театра. Умер Сароян 18 мая 1981 года во Фресно. За свою долгую писательскую карьеру Сароян написал сотни рассказов, эссе, романов, пьес и автобиографических произведений и выпустил более 40 книг. Его называли «одним из самых выдающихся литературных деятелей середины XX века», в его честь была поставлена статуя в Армении.
Уильям Сароян (англ. William Saroyan) — третий и последний совместный выпуск СССР и США — выпуск одиночных почтовых марок. Этот выпуск посвящён Уильяму Сарояну, американскому писателю и драматургу армянского происхождения. Дата выпуска 22 мая 1991 года.